# Aidan Baker

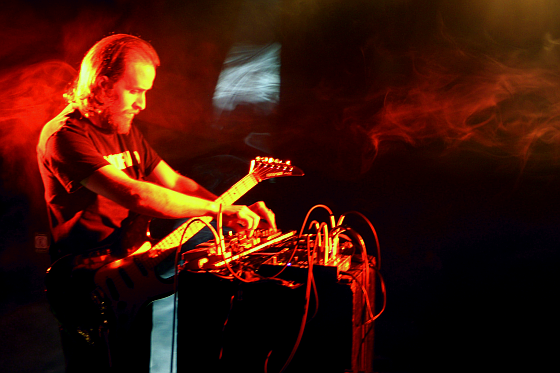
Aidan Baker (2008)

Aidan Baker (* 1974 in Toronto) ist ein kanadischer Multiinstrumentalist, Experimentalmusiker und Autor.

## Werdegang und Stil
Nach einem Studium der Literatur- und Religionswissenschaft an der McGill University in Montréal und dem anschließenden Besuch der Humber College School for Writers in Toronto veröffentlichte Aidan Baker sowohl Prosa als auch Poesie und Illustrationen in verschiedenen Verlagen. Auch in diese Zeit fällt der Beginn seines musikalischen Schaffens – zunächst als Solomusiker –, welches sich fortan vor allem durch einen sehr flexiblen und experimentierfreudigen Stil auszeichnen sollte, der sich einer Einordnung in klar abgrenzbare Musikgenres versperrt. Stattdessen changiert Aidan Bakers (insbesondere Solo-)Werk scheinbar fließend zwischen Genres wie Space Rock, Dark Jazz, Post-Rock, Shoegaze, Ambient, Drone Doom und Noise (teilweise aber gar Folk und Jazz), wobei sich in der Regel alle genannten Stilarten derart vermischen, dass eine dröhnende, langsam voranschreitende „„Wand““ (Soundscape) resultiert – ein Ergebnis, das bisweilen mit „Ambient Metal“, „Shoegazer Metal“, „Ambient Doom“ oder auch „Dreamsludge“ umschrieben worden ist.
So variabel im Ergebnis, so unterschiedlich sind die Einflüsse auf Aidan Bakers Musik, zu denen unter anderem Sonic Youth, Swans, Sunn O))), Godflesh, PJ Harvey, die Red House Painters, Caspar Brötzmann und James Plotkin sowie die ebenfalls aus Kanada stammende Industrial-Band Skinny Puppy zählen.
Ursprünglich mit dem Hintergedanken, mittels Bass-Verstärkung neben Aufnahmen im Studio auch Liveauftritte zu ermöglichen, schloss sich im Jahr 2005 Aidan Bakers Freundin Leah Buckareff dem von ihm zwei Jahre zuvor gegründeten Projekt Nadja an. Nadja („Aidan“ rückwärts gelesen, aber gleichzeitig Anspielung auf André Bretons Roman Nadja und einen gleichnamigen Film mit Elina Löwensohn) begann als Nebenprojekt mit verstärktem Fokus auf härtere bzw. metal-lastigere Sphären. Baker ist jedoch in einer Reihe weiterer Projekte (ARC & Mnemosyne) und (sowohl Studio- als auch Tour-)kollaborationen aktiv, unter anderem mit Eric Quach (thisquietarmy) und der deutschen Drone-Band Troum.
Aidan Baker und Leah Buckareff leben heute in Berlin.

## Diskographie (Auswahl)

### Solo
- 2000: Element (CD, Arcolepsy Records)
- 2002: I Fall into You (CD, Public Eyesore Records)
- 2002: Letters (CD, Arcolepsy Records)
- 2002: Pretending to Be Fearless (CD, Fleshmadeword)
- 2002: Repercussion (CD, Piehead Records)
- 2002: Rural (CD, Blade Records)
- 2002: Wound Culture (CD, Unbound Books)
- 2003: At the Fountain of Thirst (CD, Mystery Sea)
- 2003: Black Flowers Blossom (CD, Sonic Syrup)
- 2003: Cicatrice (CD, Dreamland Recordings)
- 2003: Concretion (CD, DTA Records)
- 2003: Corpus Callosum (CD, Kolorform Records)
- 2003: Dreammares (CD, Mechanoise Labs)
- 2003: Eye of Day (CD, Foreign Lands)
- 2003: Loop Studies One (CD, Laub Records)
- 2003: Loop Studies Remixed (CD, Arcolepsy Records)
- 2003: Métamorphose (En Sept Étages) (CD, S'agita Recordings)
- 2003: Terza Rima (CD, Public Eyesore Records)
- 2003: Threnody One: Lamentation (CD, Nulll Records)
- 2004: An Intricate Course of Deception (CD, .Angle.Rec.)
- 2004: Antithesis (CD, petite sono)
- 2004: At the Base of the Mind Is Coiled a Serpent (CD, Le Cri de la Harpe)
- 2004: Blauserk (CD, The Locus of Assemblage)
- 2004: Butterfly Bones (CD, Between Existence Productions)
- 2004: Field of Drones (CD, Arcolepsy Records)
- 2004: Ice Against My Skin (CD, Arrêt Arrêt Recordings)
- 2004: Ichneumon (MP3-Datei, TIBProd)
- 2004: Same River Twice (7″, Drone Records)
- 2004: Scouring Thin Bones (MP3-Datei, Noiseusse)
- 2004: Tense Surfaces (MP3-Datei, Panospria)
- 2004: The Taste of Summer on Your Skin (CD, taâlem)
- 2005: 24.2.24.4. (MP3-Datei, Dark Winter)
- 2005: At Home With… (CD, Infraction)
- 2005: Candescence (CD, Verato Project)
- 2005: Figures (CD, Transient Frequency)
- 2005: Periodic (CD, Crucial Bliss)
- 2005: Remixes (CD, Arcolepsy Records)
- 2005: Skein of Veins (MP3-Datei, Phoniq)
- 2005: Songs of Flowers & Skin (CD, Zunior Records)
- 2005: Still My Beating Heart Beats (CD, Pertin_nce)
- 2005: The Taste of Summer on Your Skin (CD, taâlem)
- 2005: Traumerei (CD, Evelyn Records)
- 2005: Undercurrents (CD, Zenapolae)
- 2005: Within the Final Circle (MP3-Datei, Mirakelmusik)
- 2006: 030706 (MP3-Datei, City of Glass)
- 2006: Approaching a Black Hole (CD, Fargone Records)
- 2006: Dog Fox Gone to Ground (CD, Afe Records)
- 2006: Oneiromancer (CD, 2xCD, Die Stadt)
- 2006: Peau Sensible (MP3-Datei, Zenapolæ)
- 2006: Pendulum (CD, Gears of Sand)
- 2006: Still My Beating Heart Beats (MP3, Pertin_nce)
- 2006: The Sea Swells a Bit (CD, A Silent Place)
- 2007: Broken & Remade (CD, Volubilis Records)
- 2007: Concretion (MP3-Datei, .Angle.Rec.)
- 2007: Convs. w/ Myself (CD, Evelyn Records)
- 2007: Dance of Lonely Molecules (CD, Blade Records)
- 2007: Exoskeleton Heart (CD, Crucial Bliss)
- 2007: Figures (CD, Volubilis Records)
- 2007: Green & Cold (CD, Gears of Sand)
- 2007: I Will Always and Forever Hold You in My Heart and Mind (CD, Small Doses)
- 2007: Noise of Silence (CD, Hyperblasted)
- 2007: Scalpel (CD, The Kora Records)
- 2007: Second Week of the Second Month (MP3-Datei, Kikapu Net.Label)
- 2007: Thoughtspan (CD, Tosom)
- 2008: Book of Nods (CD, Beta-lactam Ring Records)
- 2008: Fragile Movements in Slow Motion (CD, Universal Tongue)
- 2008: Suchness #1 (CD, Gears Of Sand)
- 2009: 20080307 (3″ CD, Walnut + locust)
- 2009: Blue Figures (CD, Basses Frequences)
- 2009: Dry (CD, Install)
- 2009: Gathering Blue (2 LPs, Equation Records)
- 2009: Live in Montreal (MP3-Datei, Blocks Recording Club)
- 2009: PMT#60 Playmytape @ Dom Club (MP3-Datei, Play MY Tape)
- 2010: Liminoid | Lifeforms (CD, Alien8 Recordings)
- 2011: Rictus (CD, OHM Records) (Compilation)
- 2011: Closure Axioms (CD, Miskatonic Soundlab)
- 2011: Only Stories (CD, The Kora Records)
- 2011: Lost in the Rat Maze (CD, ConSouling Sounds)
- 2011: Loop Studies (2CD, Paradigms Recordings)
- 2011: Still Life (CD, Primary Numbers)
- 2011: Pure Drone (Drone Compendium vol 1) (LP, Beta-Lactam Ring Records)
- 2011: Bach Eingeschaltet, Vierter Band (Vinyl, 7″, Reue Um Reue)
- 2012: Variations on a Loop (2 FLAC-Dateien, Broken Spine Productions)
- 2012: The Spectrum of Distraction (2 CD, Robotic Empire)
- 2012: Origins & Evolutions (CD, Install)
- 2013: Already drowning (CD, Gizeh)
- 2013: Lost in the Rat Maze (CD, Broken Silence)
- 2013: Aneira (CD, Glacial Movements)
- 2014: Triptychs: Variations on a Melody (CD, Important Records)
- 2015: Half Lives (2 CD, Gizeh Records)
- 2015: The Confessional Tapes (LP, Pleasence Records)
- 2015: BSP Live Series: 2014-11-15 Berlin (4x FLAC, Broken Spine Productions)
- 2015: BSP Live Series: 2010-11-16 Paris (2x FLAC, Broken Spine Productions)
- 2015: Sorry for What I Said to You in Your Dream (5x FLAC, Broken Spine Productions)
- 2015: Ecliptic Plane (CD, Dronarivm)
- 2016: Dualism (3 CD, Midira Records)
- 2017: BSP Live Series: 2017-04-01 Berlin (FLAC, Broken Spine Productions)

### Kollaborationen
- 2007: An Open Letter to Franz Kafka, mit Beta Cloud (CD, Laughing Bride Media)
- 2007: Nagual, mit Todd Merrell & Patrick Jordan (CD, aRCHIVE)
- 2007: Orange, mit thisquietarmy (CD, thisquietarmy Records)
- 2007: Live Collaboration mit Leah Buckareff & Datashock (12″, Meudiademorte/Hlava Temple)
- 2008: Rural Sprawl mit The Infant Cycle (CD, Zhelezobeton)
- 2008: Fantasma Parastasie mit Tim Hecker (CD, Alien8 Recordings)
- 2009: Live 2008-14-11 mit Brandon Valdivia (CD, Universal Tongue)
- 2009: A Picture of a Picture mit thisquietarmy (CD, Album, Killer Pimp)
- 2009: White Nights / Drone Fields / DOM mit Nadja (2 DVDs, 2 CDs, Beta-Lactam Ring Records)
- 2012: Document: Eurotour 2011 – Live in Paris & Ljubljana mit thisquietarmy (3x CDr, Thisquietarmy Records)
- 2013: Nihtes Niht mit Troum (4x FLAC, Broken Spine Productions)
- 2013: Mépris mit Jakob Thiesen (LP, Interior Massacre)
- 2013: Cameo mit Maik Erdas (LP, Midira Records)
- 2014: Cntntl mit Jakob Thiesen (Cass., Broken Spine Productions)
- 2014: Untitled mit A-Sun Amissa (Cass., Midira Records)
- 2016: Werl mit Tomas Järmyr (2CD, Consouling Sounds)
- 2017: Delirious Things mit Claire Brentnall (CD/LP, Pleasence/Gizeh Records)
- 2017: Nonland mit Karen Willems (LP, Gizeh Records)

## Bibliographie
- The Adventures of Me & You. Eraserhead Press, 2000.
- Fingerspelling. Penumbra Press, 2000, ISBN 1-894131-00-2.
- Wound Culture. Unbound Books, 2002, ISBN 1-893006-30-1.
- Transport. Clairbury Press, 2005, ISBN 0-9733017-0-8.
- Place Name. Wingate Press, 2007, ISBN 0-9735977-8-X.
- The Shape of Snakes. Averse Publishing/Broken Spine Productions, 2010, ISBN 3-941893-04-1.
- Passing Thru Wounded Wolf Press, 2014, ISBN 605-4897-08-X.